# Comerciário Futebol Clube
Maillots
Dernière mise à jour : 4 février 2012.
Le Comerciário Futebol Clube est un club brésilien de football basé à São Luís dans l'État du Maranhão.